# Piotr Piechniak
Piotr Piechniak, né le 9 mars 1977 à Stalowa Wola, est un footballeur polonais. Il est milieu de terrain.

## Biographie
Majewski est international polonais entre 2003 et 2007. Il totalise 3 sélections.

## Carrière
- 1995-1998 :  Stal Stalowa Wola
- 1998-1999 :  Hetman Zamość
- 1999- janv. 2000 :  Stalowa Wola
- janv. 2000-2008 :  Dyskobolia
- 2008- janv. 2009 :  Polonia Varsovie
- janv. 2009-2009 :  APO Levadiakos
- 2009-2010 :  Odra Wodzislaw
- 2010-2011 :  GKS Katowice
- 2011- janv. 2012 :  Resovia Rzeszow
- janv. 2012-2012 :  LZS Turbia[1]

## Palmarès
- Vice-Champion de Pologne : 2003 et 2005
- Coupe de Pologne : 2005 et 2007
- Coupe de la Ligue de Pologne : 2007 et 2008